# Canton de Froissy
Le canton de Froissy est une ancienne division administrative française située dans le département de l'Oise et la région Picardie.
Avec 6500 habitants en 2011, il était le moins peuplé des cantons du département.

## Géographie

Situation du canton dans l'arrondissement de Clermont.

Ce canton a été organisé autour de Froissy dans l'arrondissement de Clermont. Son altitude varie de 88 m (Saint-André-Farivillers) à 190 m (Oursel-Maison) pour une altitude moyenne de 140 m.

## Histoire
- De 1833 à 1848, les cantons de Breteuil et de Froissy avaient le même conseiller général. Le nombre de conseillers généraux était limité à 30 par département[2].

## Représentation

### Conseillers d'arrondissement (de 1833 à 1940)
| Période                                  | Période      | Identité                                     | Étiquette       | Qualité |
| ---------------------------------------- | ------------ | -------------------------------------------- | --------------- | --- |
| 1833                                     | 1848         | Jacques Leconte (1768-1851)                  |                 | Propriétaire, maire de Campremy                                                                             |
|                                          |              |                                              |                 | |
| 1852                                     | 1867         | M. Peaucellier                               |                 | Juge de paix à Froissy                                                                                      |
| 1867                                     | 1891 (décès) | Alexandre Vasselle (1827-1891)               |                 | Cultivateur à La Grange, maire d'Oursel-Maison                                                              |
| 1891                                     | 1902         | Édouard Martin                               | Républicain     | Maire de Thieux                                                                                             |
| 1902                                     |              | Paul Vasselle (1856-1919, fils d'A.Vasselle) |                 | Cultivateur, maire d'Oursel-Maison                                                                          |
|                                          |              |                                              |                 | |
|                                          | 1934         | Maurice Lecomte                              | Union nationale | Maire d'Hardivillers                                                                                        |
| 1934                                     | 1940         |                                              |                 | |
| 1940                                     |              |                                              |                 | Les conseils d'arrondissement ont été suspendus par la loi du 12 octobre 1940 et n'ont jamais été réactivés |
| Les données manquantes sont à compléter. |              |                                              |                 | |

### Conseillers généraux de 1833 à 2015
| Période    | Période      | Identité                                | Étiquette             | Qualité |
| ---------- | ------------ | --------------------------------------- | --------------------- | --- |
| 1833       | 1846 (décès) | Nicolas Stanislas Rançon (1780-1846)    |                       | Propriétaire, colonel de la Garde Nationale et ancien conseiller municipal de Beauvais                                                           |
| 1846       | 1848         | Frédéric Eugène Levavasseur (1813-1890) |                       | Inspecteur des Finances Directeur général de l'Enregistrement des Domaines et du Timbre                                                          |
| 1852       | 1855 (décès) | Marie Charles Edouard Ledicte-Duflos    |                       | Président du Tribunal civil Conseiller municipal de Clermont                                                                                     |
| 1855       | 1870         | Marc Antoine Duvivier                   |                       | Maire de Clermont (1853-1878) |
| 1870       | 1883         | Eugène Levavasseur                      | Droite                | Administrateur des domaines à Paris |
| 1883       | 1902 (décès) | Emile Chevallier                        | Républicain           | Avocat Député (1893-1902) |
| 1902       | 1906 (décès) | Edouard Martin                          | Républicain           | Maire de Thieux, conseiller d'arrondissement |
| 1906       | 1919         | Paul Brochet                            | Républicain           | Négociant à Bois-Renault, maire de Saint-André-Farivillers                                                                                       |
| 1919       | 1940         | Louis Vasselle (1880-1948)              | Républicain           | Agriculteur Maire d'Oursel-Maison Nommé membre de la Commission administrative départementale en 1941 Nommé conseiller départemental en 1943     |
|            |              |                                         |                       | |
| 1945       | 1948 (décès) | Louis Vasselle                          | Républicain           | Agriculteur Maire d'Oursel-Maison |
| 9 mai 1948 | 1974 (décès) | Paul Vasselle (fils du précédent)       | CNIP-RPF              | Maire d'Oursel-Maison (1948-1974) |
| 1974       | 2015         | Alain Vasselle                          | DVD puis RPR puis UMP | agriculteur Maire d'Oursel-Maison depuis 1974 Président de la Communauté de communes des Vallées de la Brèche et de la Noye Sénateur (1992-2011) |

## Composition
Le canton de Froissy a groupé 17 communes et a compté 5 853 habitants (recensement de 1999 sans doubles comptes).
| Communes                 | Population (2012) | Code postal | Code Insee |
| ------------------------ | ----------------- | ----------- | ---------- |
| Abbeville-Saint-Lucien   | 556               | 60480       | 60003      |
| Bucamps                  | 128               | 60480       | 60113      |
| Campremy                 | 332               | 60480       | 60123      |
| Froissy                  | 909               | 60480       | 60265      |
| Hardivillers             | 533               | 60120       | 60299      |
| Maisoncelle-Tuilerie     | 248               | 60480       | 60377      |
| Montreuil-sur-Brêche     | 440               | 60480       | 60425      |
| La Neuville-Saint-Pierre | 140               | 60480       | 60457      |
| Noirémont                | 132               | 60480       | 60465      |
| Noyers-Saint-Martin      | 709               | 60480       | 60470      |
| Oursel-Maison            | 183               | 60480       | 60485      |
| Puits-la-Vallée          | 195               | 60480       | 60518      |
| Le Quesnel-Aubry         | 127               | 60480       | 60520      |
| Reuil-sur-Brêche         | 206               | 60480       | 60535      |
| Saint-André-Farivillers  | 449               | 60480       | 60565      |
| Sainte-Eusoye            | 229               | 60480       | 60573      |
| Thieux                   | 387               | 60480       | 60634      |

## Démographie
| 1962  | 1968  | 1975  | 1982  | 1990  | 1999  | 2009 |
| ----- | ----- | ----- | ----- | ----- | ----- | ---- |
| 4 286 | 4 602 | 4 619 | 4 783 | 5 298 | 5 853 | -    |